# Heteragrion freddiemercuryi
Heteragrion freddiemercuryi (Lencioni, 2013) è una specie di damigelle della famiglia delle Megapodagrionidae, endemica del Brasile.
Descritta come una nuova specie nel 2013 da F. A. A. Lencioni, trae il suo eponimo "freddiemercuryi" da Freddie Mercury, cantante dei Queen; riguardo a questa denominazione, Lencioni scrisse: "Intitolo questa specie come Freddie Mercury, nome d'arte di Farrokh Bulsara (1946 – 1991), superbo e dotato musicista e cantautore, la cui voce esalta ancora milioni di persone in tutto il mondo."
Nella stessa pubblicazione, Lencioni ha descritto altre tre specie di damigelle, intitolandole agli altri tre membri della band britannica, per celebrare i 40 anni dal primo loro album: Heteragrion brianmayi (Brian May), Heteragrion rogertaylori (Roger Taylor) e Heteragrion johndeaconi (John Deacon).